# Zorzines pseudohypena
Zorzines pseudohypena är en fjärilsart som beskrevs av Inoue 1982. Zorzines pseudohypena ingår i släktet Zorzines och familjen nattflyn. Inga underarter finns listade i Catalogue of Life.